# 悪魔払い
悪魔払い（あくまばらい、あくまはらい、悪魔祓い、悪魔払）は、宗教、民俗信仰において、祈祷・儀式などによって悪魔・悪霊、悪神、魔神、偽りの神を追い払うこと、またその祈祷・儀式・行事である。
このような営為は、古代から現代に至るまでの世界各地のさまざまな社会にみられるものである。それら世界各地の宗教、民族宗教、民俗信仰、その文化における類似行為・現象を、それぞれの名称や意義や形態はさまざまであるが、文化人類学者は総称的に「悪魔払い」と呼ぶことがある。悪霊払い（悪霊祓い）、祓霊儀礼ともいう。

## 用語として
「悪魔払い」（あくまはらい）は修験道や神道に関わる日本の宗教文化の語彙である。「払い」とは、元は神道における「祓い」すなわち「祓（はらえ）」であり、穢れを払い、災厄を消滅するための行事であったとされる。この場合の「魔」、「悪魔」は仏教用語であり、悪魔と翻訳されたキリスト教の「デヴィル」や「サタン」とは歴史的背景と宗教的意味を異にしている。仏典のマーラの音訳からの漢語として仏教の伝来とともに日本に入ったもので、元は仏道修行を妨げる悪神を意味したが、日本では害や災いをなす原因を人格化した存在一般を悪魔の語で表すようになった。
キリスト教では、教派により用語や扱いが異なるが、悪魔、異教（非キリスト教）と決別するエクソシズムの伝統がある。カトリック教会のエクソシズムは、映画『エクソシスト』のヒットにより一般にも有名である。日本語のカトリック用語ではエクソシズムを「祓魔」ともいう。
キリスト教の文脈から離れて、エクソシズムという言葉は広く世界各地の宗教文化・民俗文化にみられる悪魔または悪霊を場や人から追い払う諸実践・文化事象に対しても適用されている。日本語ではエクソシズムの訳語として「悪魔祓い」、時には「悪霊祓い」が当てられる。

## 日本における悪魔払い
神道大辞典によれば、悪魔払い（あくまはらい〔ママ〕）とは、
すなわち、修験者や陰陽師による調伏呪文、加持祈祷などによって、游魂が変異をなして物の怪となったものを払う、あるいは邪気・邪霊に侵された人から邪気を払うものである。
「祓い」は古くは神道の祭祀であったが、大陸から渡ってきた宗教や陰陽五行説をもとに陰陽道が構築され、陰陽寮が発足してから、祓いの役割は陰陽師に移ったとされる。以来、明治時代に入り、再び「祓い」の祭祀が神道に戻されるまでの間に、仏教、儒教、民間信仰を吸収・習合しながら、様様な悪魔払いの儀式・行事・呪い（まじない）として民間にも広がり浸透していった。
民俗学者の坪井洋文は、悪魔は民間信仰の次元で考えられることが多いとしながら、色々な信仰習合の歴史を経ても、日本における悪魔払いの根底には、日本固有の「祓い」の観念が潜在しているとする。「悪魔を払う方法も、民間信仰的なさまざまの形をとっているが、密教の調伏咒文、修験道の加持祈祷の類が典型的といえよう」「民間行事としての疫神送りや人形送りも、広義には悪魔払の一種であり、獅子舞などの民間芸能のなかにもその信仰上の名残りを見出すことができる」と説いている。
修験道では悪魔を退散させる修法が行われ、修験道の影響を受けた民間芸能の中に悪魔払いの側面があるとも指摘されている。神仏習合の世界観の下、諸国を遊行して加持祈祷を行い、邪霊の調伏や憑き物落としに携わった修験者・山伏は、民間の芸能にも関わり、各地で神楽などを伝えた。その中には悪魔払いの意味をもつ獅子舞や祈祷舞が含まれており、たとえば岩手県に伝わる山伏神楽である黒森神楽の清祓には「この家に悪魔あらんをば祓い清め申す」といった文言がある。
現在でも日本各地には「悪魔払い」としての民間行事や祭りがあり、金沢市の魔除けの舞いを修する「山王悪魔払い」のように、山王信仰の中にも悪魔払いの儀式が残っている。新潟の「十二山祭」では、山の安全を祈願して悪魔払いの弓を射る。どんど焼きとして知られる左義長（さぎちょう）も平安時代の悪魔払い「三毬杖」に由来するとされている。
沖縄や鹿児島県では、グシチと呼ばれるススキやその葉を束ねたり重ねて形を整えて悪魔払いの呪具とする。シマクラサー（悪疫払いの儀式）に家の決められた場に飾って魔除けとする他、祈願を終えた女性神役が、グシチで村の家々の壁や子供を叩くことで悪魔払いをする。

## 諸宗教に対するキリスト教との比較の見解
悪魔払いと和訳されるところのキリスト教文化のエクソシズムの概念を、その他の諸伝統における類似の営みに対して適用しうるかどうかについては争いがある。
2世紀のキリスト教神学者、殉教者ユスティノスは、世界中でキリストの御名の下に多くのキリスト教徒が非キリスト教徒の悪魔払い師の癒せなかった人々から悪霊を駆逐してきたと述べ、キリスト教の悪魔払いは異教のそれとは一線を画しているとする。
『カトリック百科事典』は、神またはキリストの御名の下に行われるキリスト教の悪魔払いは真に宗教行為であるが、民族宗教のそれは呪術や迷信にすぎないとして、カトリックの悪魔払いを異教の悪魔払いと混同して迷信と断ずることを批判している。
カトリック教会の「祓魔」は教会法で定められている凖秘跡のひとつであり、イエスが教会に委ねた霊的権能に依拠するものであることがカテキズムで謳われている。その意味において、教会とは関係のない民間の呪術師の自称悪魔払いとは別物とされる。現代のカトリック教会においては、悪魔払いは基本的にカトリックの洗礼式の時に行われる。また「盛儀祓魔式」と呼ばれる本式のものは司教の許可が必要であり、これはローマ・カトリック独自のものである。マルコによる福音書には、イエス・キリストが悪霊を追い出した時、ファリサイ派がイエスは悪魔ベルゼブルの力によってそれを追い出したと主張した、という記事がある。プロテスタントの聖書注解は、当時のユダヤにも悪魔払いを行なう者が多くいたが、それとイエス・キリストが異なる点は、イエスが決して失敗せず、神の力を持っていた点であると指摘する。
第266代ローマ教皇フランシスコ（在位：2013年3月13日 - ）は、悪魔払いに肯定的な発言をしたことがある。
米国の中世史家ロッセル・ホープ・ロビンズは、膨大な資料を基に執筆した西欧の魔女と悪霊の百科事典『悪魔学大全』において、憑依と悪魔払いは時代と地域とを問わずすべての宗教に共通する普遍的なものであると述べる。そして、キリスト教の悪霊の概念は他の宗教の悪霊とは別であるが、キリスト教の悪魔払いと他の宗教の同様の儀式には大きな違いはないとしている。

## 科学的見地による悪魔払い
現代科学では悪魔は存在しないものと考えられており、悪魔憑きは精神疾患・幻覚等の全て科学的・医学的に説明のつく現象であると考えられている。悪魔憑きと考えられる科学的理由については悪魔憑きを参照されたい。科学的見地による悪魔払いは、すなわち悪魔憑き的現象の原因を取り除くことであり、例えば医学的な疾患の場合は単に疾患の特定とその治療を指す。
他方、かつて解離性同一性障害の治療に際し、複数の人格を1つに統合する目的で、意図的に悪魔払いの儀式（交代人格を儀式により自殺させるなど）を行う医師もいたが、現在ではこの方法は患者にかえって悪影響を与える可能性があるとして否定されている。

## 悪魔払いに関する事件
現代においても、悪魔払いを目的、または名目として、人を虐待したり死に至らしめる等の事件が起こっている。
ルーマニアでは、2005年にルーマニア正教会の神父が悪魔払いのために尼僧をはりつけにするという殺人事件があった（en:Crucifixion#Crucifixion today）。   
ドイツのアンネリーゼ・ミシェルの事件では、悪魔払いのために科学的医療行為を止めさせた結果、アンネリーゼが死亡したとして、両親と神父が過失致死罪で有罪判決を受けた。この事件を元にした映画が『エミリー・ローズ』である。   
2010年、アフリカ、コンゴの首都キンシャサでは、キリスト教原理主義をうたっていると伝えられる新興宗教団体による子供たちへの悪魔払いと称する行為が問題となっている。ナイジェリアにおいても近年、牧師を名乗る男や牧師の妻によって子供たちが魔女や黒魔術師と決め付けられ、悪魔払いとして火を点けられたり、釘を打ち込まれる等の虐待を受けたり、殺害されるという事件が起こっている。
フランスでカトリック系の神父が2010年に教員3人に対し、悪魔払いの儀式中に加重強姦、拷問、「残忍な行為」を行った容疑で2014年に訴追された。